# Euproctis niphobola
Euproctis niphobola är en fjärilsart som beskrevs av Turner 1902. Euproctis niphobola ingår i släktet Euproctis och familjen tofsspinnare. Inga underarter finns listade i Catalogue of Life.